# Odynerus salomonis
Odynerus salomonis är en stekelart som först beskrevs av Meade-waldo.  Odynerus salomonis ingår i släktet lergetingar, och familjen Eumenidae. Inga underarter finns listade i Catalogue of Life.